# Ruda (isola)
Ruda o Rudda (in croato Ruda) è un'isoletta della Croazia, dell'arcipelago delle isole Elafiti, situata di fronte alla costa dalmata, nel mare Adriatico. Amministrativamente appartiene alla città di Ragusa (Dubrovnik) nella regione raguseo-narentana.

## Geografia
Ruda è un'isoletta disabitata a nord-ovest di Ragusa, separata dalla terraferma dal canale di Calamotta o Calamota (Koločepski kanal). Si trova circa 680 m a sud-est di Giuppana (Šipan), tra quest'ultima e l'isola di Mezzo (Lopud), di fronte a Porto San Giorgio (uvala Suđurađ). L'isola ha una superficie di 0,296 km², lo sviluppo costiero di 2,37 km e l'altezza di 79,7 m.

### Isole adiacenti
- scoglio Ruda[12] (hrid Ruda), 130 m[2] a nord; ha un'area di 654 m²[13] 42°42′42″N 17°55′41″E.
- Giuppana (Šipan), a nord-ovest.
- tre piccoli scogli si trovano all'interno del porto di valle San Giorgio (uvala Suđurađ), circa 850 m a ovest di Ruda: hrid Krastavi, hrid Mali Školj e hrid Plosini[2].
- Isola di Mezzo (Lopud), a sud-est.

### Cartografia
- (HR) Mappa topografica della Croazia 1:25000, su preglednik.arkod.hr. URL consultato il 27 febbraio 2017.
- G. Giani, Carta prospettiva delle Comuni censuarie della Dalmazia, foglio 12, 1839. Fondo Miscellanea cartografica catastale, Archivio di Stato di Trieste.
- Carta di cabottaggio del mare Adriatico, foglio XI, Milano, Istituto geografico militare, 1822-1824. URL consultato il 16 febbraio 2017 (archiviato dall'url originale il 13 aprile 2013).